# Aloxiprin
Aloxiprin (hoặc aluminum acetylsalicylate) là một thuốc chống kết tập tiểu cầu có nguồn gốc từ aspirin.
Thuốc này còn được gọi là "Palaprin Forte".